# 채산사
채산사(茝山祠)는 대한민국 경기도 포천시 신북면 가채리에 있는, 최익현(1833∼1906) 선생의 뜻을 기리기 위한 사당이다. 1976년 8월 27일 경기도의 기념물 제30호로 지정되었다.

## 개요
최익현(1833∼1906) 선생의 뜻을 기리기 위한 사당이다.
최익현은 구한말의 애국지사로 호는 면암이다. 철종 6년(1855)에 과거에 합격한 후 장령, 동부승지, 공조참판, 공조판서 등을 지냈다. 고종 10년(1873)에 상소를 올려 대원군의 정권을 무너뜨렸다. 광무 9년(1905) 일제에 의해 강제로 을사조약이 체결되자 조약의 무효를 주장하며 항일의병운동을 전개하였다. 결국 대마도로 유배되어 단식을 하다 숨을 거두었다.
지역 유림들이 사당을 지었으나 1927년 일본인이 폐쇄한 것을 1947년 다시 지었고 1975년에는 보수가 있었다.
앞면 3칸·옆면 3칸 규모의 건물로, 지붕은 옆면에서 볼 때 사람 인(人)자인 맞배지붕이다. 사당 중앙에는 선생의 위패와 초상화를 모시고 있고 왼쪽에는 독립운동가인 최면식(1891∼1941)의 위패를 모시고 있다.

## 같이 보기
- 최익현

## 참고 문헌
- 채산사 - 국가유산청 국가유산포털